# 陳政行
陳政行（1937年—1987年5月28日），綽號北港六尺四，臺灣雲林北港人，武術家及特技表演藝人。

## 生平
1930年代，陳政行出生於北港附近的鹽水埔（今水埔里），當地習武風氣重，從小練武。當時武術家「老塗獅」黃清塗到鹽水埔表演氣功時，在旁觀看的陳政行協助推重達百斤的石樁臼，因而兩人結緣，之後陳政行腳踝受傷找老塗獅醫治，並拜他為師。北港的武術大致可分為德義堂、勤習堂兩支，而黃清塗出自勤習堂，陳政行也因此學到此堂的武術。在服兵役時，他的功夫被同連弟兄仰慕，也因身高比一般人長，被取綽號「北港六尺四」，後來更以此名揚名臺灣。
身材魁梧的陳政行在台灣1970年代至1980年代以金鐘罩、鐵布衫硬氣功紅遍大街小巷，除用單手將人從地上舉起外，還以長木板蓋腹的狀態，讓滿載乘客的大客車輾過腹部，並邊能高歌邊和觀眾揮手邊讓，代言式的活廣告讓臺灣人印象深刻。學者表示這類用車輾腹的特技之所以成功，是因為人體每平方公尺面積可承受1萬公斤重力，以及把腹部肌肉鍛鍊得非常硬。
陳政行在北港開設國術館授徒，在武館教學生的方法，是他小時候苦學的翻版，會在學生拳法有基礎後，每天用粗棍打學生直到到不痛不癢為止，然後斧頭砍身，再來是汽車輾身，許多學生受不了苦紛紛求去，但陳政行也不以為意。他也在北港媽祖廟前開設藥店製作成藥、成立在各地循環表演技藝之外還兼賣藥的北港六尺四武術團，並在電視上的成藥廣告「七厘武功散」，自己演出高舉人身的大力士，並由阿匹婆等人參與演出，配音廣告詞：「北港六尺四，七厘武功散，舉人的唷」、「北港六尺四，出名傳統武功藥…」等。北港鎮因受到其盛名，當地賣的貼布特別深受臺灣民眾喜愛。
在當時的過年特別節目、北港朝天宮祭典、總統府國慶活動，都可以看到穿著印有中華民國國旗的上衣的該團員們，承受棍棒重鎚、斧背砍身、拳腳攻擊等特技。陳政行本人在政治慶典表演時，會喊「反共抗俄」等政治口號與歌曲。除國內外，還有日本富士電視到北港拍攝陳政行的「汽車過身」特技，並受香港邀約參與武俠片試鏡與演出。不過，他堅拒加拿大表演邀請，因加拿大過去拒絕中華民國運動員入境參加奧運會。
1977年6月12日凌晨，當時四十歲的陳政行在臺北縣三重市遭到十多人包圍攻擊，身受重傷，目的疑似初出道的不良分子想藉由攻擊名人而成名。
林清玄曾多次去北港拜訪陳政行，表示後者性格非常樸實、勤勞、有責任感，為維持兩位妻子的家庭，終日在外奔波賣藥。陳政行唯一的嗜好就是喝酒，一次可以喝掉三大瓶的金門高粱酒，花雕酒一次可以喝八瓶到十瓶，把鄉下一家小店所有的啤酒都喝光也不會醉，卻酒品很好不會鬧事；中年之後因為飲酒與過度勞累，得到脊椎骨腐蝕和高血壓，脊椎用支架撐著，血壓以藥物控制。
1987年5月30日的《中央日報》刊載，陳政行在前晚不慎摔跤送醫不治，遺言據說是告誡子孫世代不得練武。

## 身後
過世後，「六尺四」招牌傳給弟弟陳正昌，改名為「北港大飛龍」，除賣貼布還賣膠囊，但在2013年因驗出含有西藥成分而違反《藥事法》。

## 外部連結
- 北港六尺四運工力散 讀書篇影片 （页面存档备份，存于）
- 北港六尺四 陳政行武功專輯影片